# Kriptofiti
Kriptofiti (lat. Cryptophyta), koljeno kromista s jedinim razredom Cryptophyceae. Nekada je uključivano u podcarstvo Hacrobia.
Postoje 220 vrsta unutar četiri reda.

## Redovi
1. Cryptomonadales Pascher, Pringsheim
2. Cryptophyceae ordo incertae sedis
3. Pyrenomonadales G.Novarino & I.A.N.Lucas
4. Tetragonidiales Kristiansen

## Vanjske poveznice
|  | Zajednički poslužitelj ima još gradiva o temi Cryptophyta |
|  | Wikivrste imaju podatke o taksonu Cryptophyta             |